# Chemin du Château-de-l'Hers
Le chemin du Château-de-l'Hers (en occitan : camin del Castèl de l'Erç) est une voie de Toulouse, chef-lieu de la région Occitanie, dans le Midi de la France.

## Situation et accès

### Description
Le chemin du Château-de-l'Hers est une voie publique. Il traverse le quartier du Château-de-l'Hers, dans le secteur 4 - Est. Il correspond à l'ancien chemin vicinal 56, dit du Château-de-l'Hers.
La chaussée compte une voie de circulation automobile dans chaque sens. Elle appartient à une zone 30 et la vitesse y est limitée à 30 km/h. Il n'existe pas d'aménagement cyclable.

### Voies rencontrées
Le chemin du Château-de-l'Hers rencontre les voies suivantes, dans l'ordre des numéros croissants (« g » indique que la rue se situe à gauche, « d » à droite) :
1. Avenue de Castres
2. Rue de l'Iliade (d)
3. Rue Claudius-Rougenet (d)
4. Rue Claudius-Rougenet (d)
5. Rue de Carcassonne (g)
6. Rue des Liserons (g)
7. Chemin des Fontanelles (g)
8. Rue des Giroflées (g)
9. Impasse des Aérostiers (d)
10. Rue André-Theuriet (g)
11. Impasse Liliane-Desgraves (d)
12. Rue de l'Argonne (g)
13. Avenue Jean-Chaubet

## Odonymie
Le chemin tient son nom du château de l'Hers, un domaine agricole qui s'étendait dans la vallée de l'Hers, au pied de la colline du Calvinet, entre la route de Castres (actuelle avenue de Castres) et le chemin des Fontanelles. Le château est démoli en 1992 lors de l'aménagement de la zone d'activité du Château de l'Hers, autour de la rue Claudius-Rougenet. Seul subsiste le pigeonnier, construit au XVIIIe siècle, au cœur de la résidence Le Pigeonnier (actuel no 2 rue Claudius-Rougenet).
Le chemin du Château-de-l'Hers est également désigné, aux XVIIe et XVIIIe siècles, comme le chemin de Lagourrée. On lui trouve encore le nom de chemin des Sables, vers 1900.

## Histoire
Le 10 décembre 1984, la zone d'aménagement différé du Château-de-l'Hers est créée par arrêté préfectoral.

## Patrimoine et lieux d'intérêt

### Groupe scolaire du Château-de-l'Hers
Le groupe scolaire du Château-de-l'Hers regroupe une école maternelle et une école élémentaire. Il est construit en 1995, lors de la réalisation de la zone d'aménagement concerté du Château-de-l'Hers et le percement de la rue Claudius-Rougenet.

### Cité de l'Hers
La cité de l'Hers est aménagée entre 1953 et 1956 sur les plans de l'architecte Paul de Noyers pour le compte de la Société toulousaine de construction et de gérance d'immeubles (SOTOCOGI), une société immobilière privée. Elle occupe un vaste terrain de 72 000 m2, entre le chemin du Château-de-l'Hers et l'avenue de Castres, suivant la pente du coteau de la colline du Calvinet. Elle est traversée par les rues de Carcassonne, de Castelnaudary et de Foix. Elle est composée de 41 immeubles, pour la plupart des bâtiments bas comptant un ou deux étages, et de tailles différentes, pour un total de 310 logements. Ils sont disposés sur une orientation est-ouest, dans le sens de la pente, au cœur d'un vaste parc collectif arboré.
Entre 2018 et 2020, la cité est rénovée dans le cadre d'une opération programmée pour l'amélioration de l'habitat (OPAH).

### Pigeonnier du château de l'Hers
Le pigeonnier est construit au XVIIIe siècle. Bâti en brique et de base carrée, il compte deux niveaux, séparés par une large corniche. Le 1er étage est porté par quatre paires d'arcades voûtées en plein cintre. Une fenêtre rectangulaire s'ouvre sur le côté nord. L'élévation est couronnée par une corniche. Le toit à quatre pans a été remplacé par une verrière.